# لوتس لیندمان
لوتس لیندمان (به آلمانی: Lutz Lindemann) بازیکن فوتبال و مدافع اهل آلمان شرقی بود که از سال ۱۹۷۷ میلادی عضو تیم ملی فوتبال آلمان شرقی بوده‌است. وی در ۲۱ بازی ملی حضور داشته و در بازی‌های ملی‌اش ۲ گل به ثمر رساند. لوتس لیندمان آخرین بازی ملی خود را در سال ۱۹۸۰ میلادی انجام داد.